# آرا آرامیان
آرا هایکی آرامیان (Արա Հայկի Արամյան؛ زادهٔ ۱۱ مارس ۱۹۵۶) یک سیاستمدار، و اهل ارمنستان است که از تاریخ ۲۰۰۳ تا تاریخ ۲۰۰۴ در دولت سمت وزیر توسعه شهری ارمنستان را برعهده داشت. وی همچنین نماینده مجلس ملی جمهوری ارمنستان نیز بود.

## زندگی‌نامه
در ۱۱ مارس ۱۹۵۶ در چارنتساوان، استان کوتایک به دنیا آمد .